# Dictyolus
Dictyolus is een monotypisch geslacht van schimmels behorend tot de familie Hygrophoraceae.

## Soorten
Volgens Index Fungorum bevat het geslacht een soort (peildatum december 2023):
| Soortnaam              | Auteur(s)      | Publicatiejaar |
| ---------------------- | -------------- | -------------- |
| Dictyolus peziziformis | (Velen.) Pilát | 1951           |